# Upplands storregemente
Upplands storregemente eller Landsregementet i Uppland var ett av nio storregementen som Gustav II Adolf organiserade i slutet av 1610-talet och som splittrades till mindre regementen under 1620-talet.

## Historia
Upplands storregemente sattes upp i Svealand från mindre enheter som bestod av 500 man som kallades fänikor, mer specifikt från landskapen Uppland, Dalarna och Västmanland år 1613. Regementet hade sex fänikor år 1617. Storregementet var i sin tur organiserat till tre fältregementen och ett kavalleriregemente, således egentligen mer som en brigad än vad namnet antyder.
Organiseringen av regementet uppdrogs åt Jesper Andersson Cruus, som också blev dess förste chef. I augusti 1613 överfördes regementet till Finland, där dock misshälligheter uppstod, vilka urartade till myteri och deserteringar. Till följd av detta hängdes en del av de äldre myteristerna inför de nyinskrivna knektarnas åsyn, varefter regementet förlades i garnison i Narva. Under åren 1614–1617 var regemente uppdelat för försvar av gränsen mot Ryssland, där det omväxlande låg som garnison i Narva och andra städer och omväxlande deltog i tåg mot ryska fästen.
Efter freden i Stolbova 1617 återfördes regementet till Sverige för att sedan på nytt överföras till trakten av Riga 1621. I samband med detta ersattes Cruus som regementschef av överste Åke Oxenstierna. Under hans befäl deltog regementet i de blodiga stormningarna av Riga 24 och 30 augusti samt 10-15 september som föregick Rigas kapitulation.
Vid Gustaf II Adolfs högtidliga intåg i Riga 16 september 1621 deltog regementet och följde sedan kungen under hans krigsföretag till somogitiska gränsen. Under tåget led regementet svåra förluster av sjukdom. Under de närmast följande åren deltog delar av regementet i krigstågen till Preussen, medan andra delar återfördes till hemlandet för arbeten bland annat på Vaxholms fästning.
Sveriges storregementen omorganiserades under det tidiga 1620-talet till att bestå av tre fältregementen med åtta kompanier med 150 man i varje, totalt 3 600 soldater per storregemente. Det är osäkert om kavalleriregementet var inkluderat i det totala antalet.
Åren 1623–1626 splittrades regementet till fyra mindre, Upplands regemente, Västmanlands regemente, Dalregementet och Upplands ryttare.

## Organisation
Före splittringen var regementet organiserat som följer:
- 1:a fältregementet
  - 8 kompanier från Dalarna
- 2:a fältregementet
  - 8 kompanier från Uppland
- 3:e fältregementet
  - 6 kompanier från Västmanland
  - 2 kompanier från Dalarna
- Kavalleriregementet
  - 8 kompanier från Uppland